# Basil A. Pruitt
Basil Arthur Pruitt Junior (* 21. August 1930 in Nyack, New York; † 17. März 2019) war ein US-amerikanischer Chirurg (Traumatologie), der sich insbesondere mit der Behandlung von Verbrennungen befasste.
Pruitt studierte Medizin an der Harvard University (Bachelor 1952) und machte 1957 an der Tufts University seinen M. D. Abschluss. Danach erhielt er seine Facharztausbildung als Chirurg (Residency) in Boston. 1959 wurde er im Rahmen des Berry Plans in die US-Armee eingezogen an das US Army Institute of Surgical Research (ISR) in San Antonio (Fort Sam Houston). Seine Facharzt-Ausbildung (Residency) vollendete er 1964 am Brooke Army Medical Center in San Antonio (dem Zentrum für Verbrennungen der US-Armee). Ab 1964 war er bis zu seiner Pensionierung 1995 im US Army Medical Corps am ISR, wo er 27 Jahre lang Direktor und kommandierender Offizier (im Rang eines Colonel) war. Nach seiner Zeit in der Armee, bei der er auch in Vietnam ein Jahr als Chirurg bei Kampfeinheiten Dienst tat, und zahlreiche Verbrennungen behandelte, ging er als Professor ans University of Texas Health Center in San Antonio. Er unterrichtete auch an der Uniformed Services University of the Health Sciences in Bethesda.
Pruitt war in seiner Zeit bei der US-Armee an wichtigen Verbesserungen in der Behandlung von Verbrennungsopfern beteiligt, zum Beispiel 1966 bei der Einführung einer antiseptischen Brandsalbe (Mafenid), die die Überlebensaussichten von Patienten mit großflächigen Verbrennungen insbesondere aufgrund ihrer Wirkung gegen Pseudomonas Infektionen erheblich erhöhte.
Er war Herausgeber des Journal of Trauma und verfasste über 440 wissenschaftliche Aufsätze als Autor und Ko-Autor.
2008 erhielt er den König-Faisal-Preis für Medizin mit Donald Trunkey. Er war Präsident der Shock Society.

## Schriften (Auswahl)
- mit W. Scott McDougle und C. Lawrence Slade: Manual of Burns. Springer, 1978.
- als Hrsg. mit Curtis P. Artz und John A. Moncrief: Burns – a team approach. Saunders, Philadelphia 1979.
- mit Roger E. Salisbury: Burns of the upper extremity. Saunders, 1976.
- mit D. W. Wilmore und A. D. Mason: Insulin response to glucose in hypermetabolic burn patients. In: Annales of Surgery. Band 183, 1976. S. 314 ff.
- mit Richard A. Becker, D. W. Wilmore, C. W. Goodwin, C. A. Zitzka, L. W. Wartofsky, K. D. Burman und A. D. Mason: Free T4, free T3, and reverse T3 in critically ill, thermally injured patients. In: The Journal of Trauma. Band 20, 1980, S. 713 ff.